# Milan Garstka
Milan Garstka (* 9. Oktober 1951) ist ein ehemaliger tschechoslowakischer Radrennfahrer und nationaler Meister im Radsport.

## Sportliche Laufbahn
Garstka gewann 1976 die nationale Meisterschaft im Straßenrennen vor Antonín Bartoníček. Er gewann wie bereits 1974 eine Etappe der Tour de Bohemia und wurde 32. in der Tour of Scotland. In der Tour de Bohemia 1975 gelang ihm ein weiterer Etappensieg.
Die Polen-Rundfahrt fuhr er 1975 und 1977 (49. Platz). Die Internationale Friedensfahrt bestritt er 1976 und schied nach einem Sturz aus. Garstka startete für den Verein US Unicov.